# Енурез
Енуре́з (лат. enuresis) — активний, повний, мимовільний і неусвідомлений акт сечовипускання, який найчастіше відбувається уві сні та не зумовлений порушенням анатомії сечових органів. Енурез вважають симптомом, а не окремим захворюванням.
Частіше зустрічається у дітей, здебільшого спостерігають у віці 4-7 років, у хлопчиків — у 2-4 рази частіше. Патологією енурез вважається у дітей віком від 3 років.

## Причини
Причини виникнення енурезу різноманітні: зміни головного мозку, порушення режиму сну і безсоння, недоліки виховання у вигляді зайвої свободи або надмірної суворості, невротична атмосфера сім'ї — сімейні конфлікти, сварки та ін.

## Диференціювання
Не завжди неконтрольоване виділення сечі можна вважати енурезом. Такі ж прояви можуть бути при поліурії, нетриманні сечі, неконтрольованому виділенні сечі у дівчаток.

## Лікування
Профілактикою енурезу вважають умови, при яких пацієнт повинен спати на жорсткому, але теплому ліжку. Під час сну ноги й поперек тепло огортають, дещо підносять ножний кінець ліжка. Також важливий процес вироблення стереотипу поведінки перед сном. Потрібно лягати спати та прокидатися о певній годині. За декілька годин до сну рекомендується відмовитись від ігор, перегляду телевізора, Інтернета. Доцільна невелика прогулянка перед сном. Небажане м'яке ліжко. Обмежити вживання рідини, мінімум за 4-6 год до початку сну.
Визнаним є метод формування умовного рефлексу пробудження з допомогою спеціальних мініатюрних пристроїв «мокрий будильник», (наприклад, «Pipi-Stop», «Haltur» тощо). В основу спрацювання даних пристроїв покладено метод «водяного» замикання електричних контактів. У «сухому стані» контакти «енурезного будильника» розімкнені, але як тільки на них потрапляє сеча, контакти замикаються та відбувається відтворення звукового та (або) вібраційного сигналів, які спрямовані на переривання сечевипускання.
Медикаментозне лікування передбачає застосування протизапальних, антидепресантів, вазопресинів тощо.